# Lista de membros associados da Academia Brasileira de Ciências empossados em 1974
Esta lista contém os nomes dos membros associados da Academia Brasileira de Ciências empossados em 1974. 
A categoria de associados foi extinta na reforma estatutária ocorrida em 1999. Ambas as categorias titular e associado são de caráter vitalício. 
| Imagem | Nome                         | Datas de nascimento e falecimento | Local de nascimento         | Área de especialização | Alma mater | Data de posse       | Conhecido por | Referências |
| ------ | ---------------------------- | --------------------------------- | --------------------------- | ---------------------- | ---------- | ------------------- | --- | ----------- |
|        | Hugo Jorge Monteiro          | 03 de julho de 1938               | Cachoeiro de Itapemirim, ES | Ciências Químicas      | UFRJ       | 26 de março de 1974 | | [ 3 ] [ 4 ] |
|        | Lélia Duarte da Silva Santos | 21 de julho de 1933 2013          |                             | Ciências da Terra      |            | 26 de março de 1974 | | [ 5 ]       |
|        | Paulo Milton Barbosa Landim  | 11 de janeiro de 1938             |                             | Ciências da Terra      | USP        | 26 de março de 1974 | Foi Editor-Chefe da Revista Brasileira de Geociências (1979 - 1982) e Diretor da revista Geociências – UNESP (1982 - 1992). | [ 6 ]       |